# Герб Тростянецького району
Герб Тростяне́цького райо́ну — офіційний символ Тростянецького району Сумської області, затверджений 19 грудня 2003 року десятою сесією Тростянецької районної ради четвертого скликання.

## Опис
Щит має форму чотирикутника із заокругленими нижніми кутами та загостренням в основі.
На тлі трьох кольорів: малинового, зеленого й блакитного — зображений колосок жита, очеретина і дубовий листок. У лівому верхньому куті православний хрест.

## Символіка
Малиновий колір є символом козацького прапора, зелений — родючих земель і прекрасної природи, блакитний — означає блакить, нескінченність неба й пізнання.
Тростина — своєрідний символ, що пояснює назву райцентру (за однією з версій Тростянець походить від давньоруської тростий — очерет, що росте на берегах струмка).
Ліворуч колосок жита, що символізує головне заняття населення — хліборобство. Праворуч листок дуба — символ чудових лісів Тростянеччини. Хрест у лівому верхньому куті символізує духовність і православну віру населення з давніх часів.